# Keon Coleman
Pour les articles homonymes, voir Coleman.
Keon Coleman (né le 17 mai 2003) est un receveur de football américain des Bills de Buffalo de la Ligue nationale de football (NFL). Il a joué au football universitaire pour les Michigan State Spartans et les Florida State Seminoles, après avoir jonglé entre football américain et basket-ball au lycée et lors de sa première année universitaire.

## Carrière au lycée
Coleman a fréquenté l'école catholique d'Opelousas à Opelousas, en Louisiane. Il y jouait au football américain et au basket-ball. Il s'est ensuite engagé à la Michigan State University, pour y exercer ces deux sports parallèlement,,.

## Carrière universitaire
Lors de sa première année à Michigan State en 2021, Coleman a disputé 10 matchs et réalisé sept réceptions de 50 yards et un touchdown,. Après la saison de football américain, il a disputé six matchs pour l' équipe de basket-ball de l'école,. En 2022, lors de sa deuxième année, il est devenu titulaire de l'équipe de football et a mené l'équipe en yards sur réception. Après cette saison réussie, il a été transféré dans l'État de Floride en 2023 pour jouer pour les Seminoles. Il a été nommé First Team All-ACC aux postes de receveur éloigné (wide receiver en anglais), polyvalent (all-purpose en anglais) et spécialisé (specialist en anglais), devenant le deuxième joueur de football universitaire après Will Shipley nommé dans la première équipe à trois postes,. Le 27 décembre 2023, Coleman s'est déclaré candidat à la draft 2024 de la NFL et a été drafté par les Bills de Buffalo au 2e tour.
| Saison                           | Matchs       | Matchs         | Réception     | Réception | Réception | Réception |
| Saison                           | Matchs joués | Matchs débutés | Ballons reçus | Yards     | Moy.      | Touchdown |
| -------------------------------- | ------------ | -------------- | ------------- | --------- | --------- | --------- |
| Spartiates de l'État du Michigan |              |                |               |           |           |           |
| 2021                             | 10           | 0              | 7             | 50        | 7.1       | 1         |
| 2022                             | 12           | 11             | 58            | 798       | 13.8      | 7         |
| Seminoles de l'État de Floride   |              |                |               |           |           |           |
| 2023                             | 12           | 12             | 50            | 658       | 13.2      | 11        |
| Carrière                         | 34           | 23             | 115           | 1 506     | 13.1      | 19        |

## Carrière en NFL
Lors des tests précédents la draft de la NFL, Coleman, du haut de son 1m91 et de ses 97kgs, s'illustra en courant les 40 yards en 4 secondes et 61 centièmes ou encore en s'élevant à 97cm lors du saut vertical. Il a ensuite été sélectionné par les Bills de Buffalo à la 33e place de la draft 2024 de la NFL.